# КВТК
КВТК (рос. Кислородно-Водородный Тяжёлого Класса) — сімейство перспективних киснево-водневих розгінних блоків, для використання у складі ракети-носія «Ангара» середнього (варіант КВСК) і важкого класів.
Розробляється в Державному космічному науково-виробничому центрі ім. М. В. Хрунічева. Як паливо використовується рідкий водень і рідкий кисень, загальна маса заправки може досягати від 11 тонн у КВСК до 27 тонн у КВТК-А7.
Киснево-водневий розгінний блок РБ КВТК, дозволить суттєво розширити можливості РКП важкого класу «Ангара — А5» з одиночного і групового виведення космічних апаратів на високоенергетичні орбіти.

## Конструкція
Конструктивно РБ КВТК включає несучий бак пального (рідкого водню), підвісний бак окислювача (рідкого кисню), міжбаковий і приладовий відсіки ізогрідної конструкції виготовлені з вуглепластика.
РБ КВТК встановлюється на РН допомогою нижньої проставки, яка залишається на РН при його відділенні.
Баки РБ покриті теплоізоляцією на основі пінопласту «ізолан» і багатошарової екранно-вакуумної ізоляції, що дозволяє виконувати тривалий (до 9 годин) політ в умовах космічного простору і здійснювати багаторазове (до 5 разів) включення маршового двигуна. Як маршовий двигун на РБ КВТК застосований безгазогенераторний РРД РД0146Д з тягою 7,5 т і питомим імпульсом тяги 470 с, розроблений ВАТ КБХА. Початок льотних випробувань РБ КВТК було заплановано на 2015 рік, але через нестачу фінансування КВТК навіть не згадується у Федеральній космічній програмі на 2016–2025 роки.
Проектно-конструкторський заділ і виробнича кооперація, що склалася в процесі створення РБ КВТК, можливо, дадуть змогу розробити на його основі систему кріогенних РБ і міжорбітальних буксирів, що мають високий ступінь уніфікації конструкції, рушійної установки і бортового обладнання. За рахунок цього може бути забезпечено зниження технічних ризиків, термінів і вартості, розробки засобів виведення, використовуваних для запуску КН на високоенергетичні орбіти і підтримання їх транспортної ефективності у довгостроковій перспективі.

## Модифікації
| Характеристика                                  | КВТК (базовий варіант)                                                                                       | КВСК | КВТК-А7 |
| ----------------------------------------------- | --- | --- | --- |
| Можливе застосування                            | РН важкого класу «Ангара-А5»                                                                                 | РН середнього класу «Ангара-А3»                                                                              | РН важкого класу підвищеної вантажопідйомності «Ангара-А7»                                                     |
| Маса КН, т геостаціонарна орбіта                | 4,6 | 2,0 | 7,6 |
| Маса КН, т геоперехідна орбіта (DVxap=1500 м/с) | 7,5 | 3,6 | 12,5 |
| Початкова маса, т                               | 24 | 14 | 32 |
| Заправлюваний запас (О2+ Н2), т                 | до 19,6 | до 11 | до 27 |
| Тип, кількість і тяга двигунів                  | РД0146Д 7,5 тс (маршевий) 8 x 11Д428А 12 кгс (забезпечення запуску) 8 x С5.142А 2,6 кгс (системи орієнтації) | РД0146Д 7,5 тс (маршевий) 8 x 11Д428А 12 кгс (забезпечення запуску) 8 x С5.142А 2,6 кгс (системи орієнтації) | РД0146Д 7,5 тс (маршевий) 16 x 11Д428А 12 кгс (забезпечення запуску) 16 x С5.142А 2,6 кгс (системи орієнтації) |
| Число включень маршового двигуна                | до 5 | до 5 | до 5 |
| Максимальний час автономного польоту, год       | до 9 | до 9 | до 9 |
| Дата початку льотних випробувань                | розробляється                                                                                                | розробляється                                                                                                | розробляється                                                                                                  |